# 並川倖大
並川 倖大（なみかわ こうた、1976年5月13日 - ）は、東京都出身の元俳優、現アスレティックトレーナー。本名は並川 孝太。母は女優の奈美悦子。

## 人物
- 2008年末に芸能界を引退し、2009年2月に加圧&パーソナルトレーニングスタジオTEAM8を設立。
- 2009年2月14日、フィットネスインストラクターと結婚。
- 数々のテレビドラマや映画に出演していたが、脇役がほとんど。
- 母親の奈美とともにバラエティ番組にも多く出演しているが普通に標準語で話すことが多い。
- お笑い芸人の藤原時（藤崎マーケット）と顔がそっくりで、母・奈美も間違えたほどである。
- 俳優時代はイトーカンパニーに所属。

## 出演

### テレビドラマ
- 新・天までとどけ（TBS） - 河合竜夫

### Vシネマ
- 新・湾岸ミッドナイトI S30Z VS ゴールドR（1998年）
- 新・湾岸ミッドナイトII S30Z VS ゴールドR（1998年）
- 渋谷ミッドナイト・ウォー 暗黒街（2003年） - 崔英明